# Calilena peninsulana
Calilena peninsulana là một loài nhện trong họ Agelenidae.
Loài này thuộc chi Calilena. Calilena peninsulana được Richard C. Banks miêu tả năm 1898.